# Incilius guanacaste
Espèce
Synonymes
- Crepidophryne guanacaste Vaughan & Mendelson, 2007

Statut de conservation UICN

 DD  : Données insuffisantes
Incilius guanacaste est une espèce d'amphibiens de la famille des Bufonidae.

## Répartition
Cette espèce est endémique du Costa Rica. Elle se rencontre entre 1 900 et 2 000 m d'altitude dans la cordillère de Guanacaste, sur les volcans Miravalles et Rincón de la Vieja.

## Étymologie
Son nom d'espèce lui a été donné en référence au lieu de sa découverte, la cordillère de Guanacaste.

## Publication originale
- Vaughan & Mendelson, 2007 : Taxonomy and Ecology of the Central American Toads of the Genus Crepidophryne (Anura: Bufonidae). Copeia, vol. 2007, no 2, p. 304-314.